# James L. Oakes

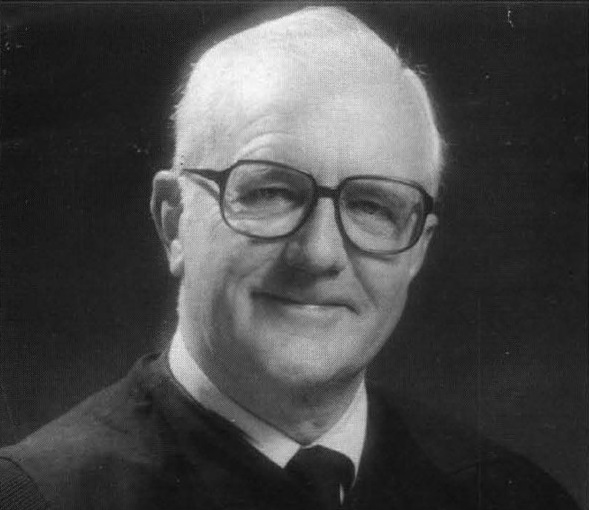
James L. Oakes

James L. Oakes (* 21. Februar 1924 in Springfield, Illinois; † 13. Oktober 2007 in Martha’s Vineyard, Massachusetts) war ein Senior Circuit Judge des United States Court of Appeals for the Second Circuit.

## Leben
James Lowell Oakes wurde in Springfield, Illinois geboren. Oakes besuchte das Harvard College und die Harvard Law School, sein Studium schloss er im Jahr 1947 mit cum laude ab. Nach dem Abschluss arbeitete er als Rechtsreferendar für den Richter am Second Circuit Court Harrie B. Chase. Er hatte von 1948 bis 1949 ein privates Anwaltsbüro in San Francisco Kalifornien. Danach zog er nach Brattleboro und betrieb dort ebenfalls ein Anwaltsbüro von 1950 bis 1966. Mitglied des Senats von Vermont war er von 1961 bis 1965 und Vermont Attorney General von 1967 bis 1969.
Im Jahr 1970 wurde er vom Präsidenten Richard Nixon für einen Sitz im United States District Court for the District of Vermont nominiert. Dieser war vakant nach dem Tode von Ernest Gibson junior. Ein Jahr später, im Jahr 1971 ernannte Nixon Oakes zum Richter am Second Circuit Court of Appeals. Er wurde kurze Zeit später bestätigt und arbeitete 35 Jahre als Richter an diesem Gericht. Darunter von 1988 bis 1992 als Chief Judge. Den Senior Status erlangte er im Jahr 1992. Sein Nachfolger war Fred I. Parker.
Oakes arbeitete von 1976 bis 1994 als Mitglied des Kuratoriums der Vermont Law School.
Seine Entscheidungen haben dabei geholfen, Vermonts Rolle bei der Entwicklung des Umweltrechts zu gestalten, dies auch durch seine Arbeit in den Fällen Conservation Society of Southern Vermont v. Volpe (der Route 7 Fall) und Southview Associates v. Bongartz (der Deeryard Fall).
Er war drei Mal verheiratet und hatte drei Kinder aus seiner ersten Ehe. James L. Oakes starb am 13. Oktober 2007 auf Martha’s Vineyard, Massachusetts.